# Силич, Теодор
Теодор Силич (алб. Teodor Siliqi, годы жизни неизвестны) — албанский шахматист.
Чемпион Албании 1948 г. (разделил 1—2 места с Ш. Чарчани).
В составе сборной Албании участник шахматной олимпиады 1962 гг. и командного первенства мира среди студентов 1958 г. (оба соревнования проходили в Варне). В командном чемпионате мира среди студентов сыграл 10 партий, из которых 4 выиграл (в том числе у Л. Попова и Й. ван Остерома), 4 завершил вничью (в том числе с К. Партошем) и 2 проиграл. На олимпиаде 1962 г. был заявлен в качестве запасного участника. Сыграл 11 партий, из которых 5 выиграл, 3 завершил вничью и 3 проиграл.